# Успеси српских клубова у европским такмичењима
Победници и остали успеси српских клубова у европским спортским такмичењима наведени су испод.

## Списак победника
| Р.Б. | Клуб                                      | Елитно | Суперкуп | 2. ранг | 3. ранг | 4. ранг | Укупно |
| ---- | ----------------------------------------- | ------ | -------- | ------- | ------- | ------- | ------ |
| 1.   | Ватерполо клуб Партизан                   | 7      | 2        | 1       | 1       |         | 11     |
| 14.  | Фудбалски клуб Црвена звезда              | 1      |          |         |         |         | 1      |
| 14.  | Атлетски клуб Црвена звезда               | 1      |          |         |         |         | 1      |
| 5.   | Карате клуб Црвена звезда                 | 2      |          |         |         |         | 2      |
| 14.  | Женски кошаркашки клуб Црвена звезда      | 1      |          |         |         |         | 1      |
| 10.  | Ватерполо клуб Црвена звезда              | 1      | 1        |         |         |         | 2      |
| 24.  | Кошаркашки клуб Црвена звезда             |        |          | 1       |         |         | 1      |
| 14.  | Шаховски клуб Партизан                    | 1      |          |         |         |         | 1      |
| 2.   | Женски рукометни клуб Раднички Београд    | 3      |          | 3       |         |         | 6      |
| 23.  | Стонотениски клуб Спартак Суботица        |        |          | 2       |         |         | 2      |
| 12.  | Кошаркашки клуб Партизан                  | 1      |          |         | 3       |         | 4      |
| 5.   | Рукометни клуб Металопластика Шабац       | 2      |          |         |         |         | 2      |
| 5.   | Женски карате клуб Соко штарк Београд     | 2      |          |         |         |         | 2      |
| 3.   | Женски шаховски клуб Агроуниверзал Земун  | 3      |          |         |         |         | 3      |
| 14.  | Женски шаховски клуб Гоша Смед. Паланка   | 1      |          |         |         |         | 1      |
| 3.   | Женски карате клуб Књаз Аранђеловац       | 3      |          |         |         |         | 3      |
| 29.  | Женски рукометни клуб Напредак Крушевац   |        |          |         |         | 1       | 1      |
| 14.  | Ватерполо клуб Бечеј                      | 1      |          |         |         |         | 1      |
| 24.  | Женски куглашки клуб Јединство Нови Бечеј |        |          | 1       |         |         | 1      |
| 29.  | Рукометни клуб Југовић Каћ                |        |          |         |         | 1       | 1      |
| 14.  | Женски шаховски клуб БАС Београд          | 1      |          |         |         |         | 1      |
| 5.   | Женски карате клуб Зрењанин               | 2      |          |         |         |         | 2      |
| 29.  | Женски рукометни клуб Наиса Ниш           |        |          |         |         | 1       | 1      |
| 11.  | Рвачки клуб Партизан                      | 1      |          | 1       |         |         | 2      |
| 24.  | Ватерполо клуб Раднички Крагујевац        |        |          | 1       |         |         | 1      |
| 27.  | Одбојкашки клуб Војводина Нови Сад        |        |          |         | 1       |         | 1      |
| 14.  | Женски теквондо клуб Галеб Београд        | 1      |          |         |         |         | 1      |
| 14.  | Омладински џудо клуб Београд              | 1      |          |         |         |         | 1      |
| 27.  | Рукометни клуб Војводина Нови Сад         |        |          |         | 1       |         | 1      |
| 5.   | Карате клуб Партизан                      | 2      |          |         |         |         | 2      |
| 13.  | Рукометни клуб Борац Бања Лука            | 1      |          |         | 1       |         | 2      |
| 29.  | Хокејашки клуб Електровојводина Нови Сад  |        |          |         |         | 1       | 1      |
| 29.  | Хокејашки клуб Трикотекс Суботица         |        |          |         |         | 1       | 1      |

## Aмерички фудбал

### ЕФАФ куп - мушкарци (2. ранг)(искошено - више не постоји)

#### Финалисти:
- 2011. Дивљи вепрови Крагујевац

### ИФАФ Лига шампиона (3. ранг)

#### Финалисти:
- 2014. Вукови Београд
- 2015. Вукови Београд

### Централноевропска лига(3. ранг)

#### Финалисти:
- 2017. Дивљи вепрови Крагујевац

## Атлетика

### Куп шампиона (мушкарци) (1. ранг)
Победници:
- 1989. Црвена звезда

Друго место:
- 1981. Црвена звезда

Треће место:
- 1976. Црвена звезда

### Куп шампиона (жене) (1. ранг)
Друго место:
- 1989. Црвена звезда

Треће место:
- 1988. Црвена звезда

## Бокс

### Куп шампиона (мушкарци) (1. ранг)
Треће место:
- 2024. Црвена звезда

## Ватерполо

### Лига шампиона(мушкарци) (1. ранг)

#### Победници:
- 1963/64. Партизан
- 1965/66. Партизан
- 1966/67. Партизан
- 1970/71. Партизан
- 1974/75. Партизан
- 1975/76. Партизан
- 1999/00. Бечеј
- 2010/11. Партизан
- 2012/13. Црвена звезда

Финалисти:
- 1964/65. Партизан
- 1972/73. Партизан
- 1979/80. Партизан
- 1998/99. Бечеј
- 2013/14. Раднички Крагујевац
- 2021/22. Нови Београд
- 2022/23. Нови Београд
- 2024/25. Нови Београд

Полуфиналисти:
- 1968/69. Партизан
- 1973/74. Партизан
- 1976/77. Партизан
- 1977/78. Партизан
- 1984/85. Партизан
- 1987/88. Партизан
- 1988/89. Партизан
- 1996/97. Бечеј
- 2000/01. Бечеј
- 2006/07. Партизан
- 2009/10. Партизан
- 2012/13. Партизан
- 2013/14. Партизан
- 2023/24. Нови Београд

### Куп победника купова(мушкарци) (2. ранг)
Победници:
- 1990/91. Партизан

### Еврокуп(мушкарци) (2. ранг; до 2003. 3. ранг)
Победници:
- 1997/98. Партизан
- 2012/13. Раднички Крагујевац

Финалисти:
- 2004/05. Партизан
- 2024/25. Раднички Крагујевац

Полуфиналисти:
- 2001/02. Партизан
- 2003/04. Наис
- 2020/21. Црвена звезда

### Суперкуп(мушкарци)
Победници:
- 1991. Партизан
- 2011. Партизан
- 2013. Црвена звезда

Финалисти:
- 1976. Партизан
- 2013. Раднички Крагујевац

### Челенџер куп (жене) (4. ранг, до 2026. 3. ранг)

#### Финалисти:
- 2024. Црвена звезда

#### Полуфиналисти:
- 2025. Војводина

## Карате

### Куп шампиона (мушкарци) (1. ранг)

#### Победници:
- 2000. Партизан (борбе)
- 2001. Партизан (борбе)

#### Финалисти:
- 2002. Партизан (борбе)

#### Треће место:
- 1995. Чукарица (борбе)

### Куп шампиона (жене) (1. ранг)

#### Победници:
- 1995. Соко штарк (борбе)
- 1996. Соко штарк (борбе)
- 1998. Књаз Аранђеловац (борбе)
- 2000. Књаз Аранђеловац (борбе)
- 2001. Књаз Аранђеловац (борбе)
- 2002. Зрењанин (борбе)
- 2003. Зрењанин (борбе)

#### Финалисти:
- 2001. Зрењанин (борбе)
- 2002. Књаз Аранђеловац (борбе)

## Кошарка

### Евролига(мушкарци) (1. ранг)
Победници:
- 1991/92. Партизан

Полуфиналисти:
- 1958/59. ОКК Београд
- 1963/64. ОКК Београд
- 1964/65. ОКК Београд
- 1972/73. Црвена звезда
- 1972/73. Раднички Београд
- 1981/82. Партизан
- 1987/88. Партизан
- 1997/98. Партизан
- 2009/10. Партизан

### Куп победника купова(мушкарци) (2. ранг)
Победници:
- 1973/74. Црвена звезда

Финалисти:
- 1971/72. Црвена звезда
- 1974/75. Црвена звезда
- 1976/77. Раднички Београд

### Еврокуп(мушкарци) (2. ранг)
Полуфиналисти:
- 2003/04. ФМП
- 2004/05. Вршац
- 2005/06. Вршац
- 2006/07. ФМП
- 2008/09. Вршац
- 2013/14. Црвена звезда

### Куп Радивоја Кораћа(мушкарци) (3. ранг)
Победници:
- 1977/78. Партизан
- 1978/79. Партизан
- 1988/89. Партизан

Финалисти:
- 1972. ОКК Београд
- 1973/74. Партизан
- 1983/84. Црвена звезда
- 1997/98. Црвена звезда
- 2000/01. Вршац

Полуфиналисти:
- 1974/75. Партизан
- 1980/81. Црвена звезда
- 1981/82. Црвена звезда
- 1984/85. Црвена звезда
- 1987/88. Црвена звезда

### ФИБА Еврокуп челенџ(мушкарци) (3. ранг, од 2004. 4. ранг)
Полуфиналисти:
- 2002/03. Вршац

### Евролига (жене) (1. ранг)
Победници:
- 1978/79. Црвена звезда

Финалисти:
- 1980/81. Црвена звезда

Полуфиналисти:
- 1958/59. Црвена звезда
- 1959/60. Црвена звезда
- 1961/62. Раднички Београд
- 1963/64. Црвена звезда
- 1977/78. Црвена звезда
- 1979/80. Црвена звезда
- 1989/90. Црвена звезда

### Куп победника купова(жене) (2. ранг)
Финалисти:
- 1971/72. Вождовац

Полуфиналисти:
- 1972/73. Црвена звезда
- 1974/75. Црвена звезда
- 1979/80. Вождовац
- 1983/84. Вождовац
- 1996/97. Динамо Панчево

## Куглање

### Лига шампиона (мушкарци) (1. ранг)

#### Полуфиналисти:
- 2013. Београд
- 2015. Београд

### Светски куп (мушкарци) (1. ранг)
Полуфиналисти:
- 1997. Кордун Кљајићево
- 2009. Београд
- 2014. Београд
- 2016. Београд

### Европски куп (мушкарци) (2. ранг)

#### Финалисти:
- 2002. Металац-Инокс Горњи Милановац

Полуфиналисти:
- 1998. Црвена звезда
- 2003. Металац-Инокс Горњи Милановац
- 2009. Ниш-пут
- 2012. Сента
- 2018. Партизан
- 2019. Београд

### НБЦ куп (мушкарци) (3. ранг)

#### Финалисти:
- 2007. Београд
- 2012. Партизан
- 2018. Београд
- 2021. Војводина

Полуфиналисти:
- 2002. Јединство Нови Бечеј
- 2017. Београд
- 2019. Металац-Инокс Горњи Милановац
- 2021. Спартак Суботица

### Лига шампиона (жене) (1. ранг)

#### Финалисти:
- 2009. Пионир Суботица
- 2011. Пионир Суботица

#### Полуфиналисти:
- 2010. Пионир Суботица
- 2013. Пионир Суботица
- 2014. Пионир Суботица
- 2015. Пионир Суботица
- 2024. Алимента Нови Сад

### Светски куп (жене) (1. ранг)
Финалисти:
- 2012. Пионир Суботица

Полуфиналисти:
- 2008. Пионир Суботица
- 2010. Пионир Суботица
- 2011. Пионир Суботица
- 2013. Пионир Суботица
- 2014. Пионир Суботица
- 2021. Алимента Нови Сад

### Европски куп (жене) (2. ранг)

#### Победници:
- 2000. Јединство Нови Бечеј

#### Полуфиналисти:
- 1997. Пионир Суботица
- 2005. Пионир Суботица
- 2012. Јединство Нови Бечеј
- 2024. Кика Кикинда

### НБЦ куп (жене) (3. ранг)

#### Финалисти:
- 2004. Војводина
- 2022. Алимента Нови Сад

## Мачевање

### Куп шампиона (мушкарци) (1. ранг)
Финалисти:
- 2024. Црвена звезда (флорет)

## Одбојка

### Лига шампиона(мушкарци) (1. ранг)
Полуфиналисти:
- 1975/76. Спартак Суботица
- 1988/89. Војводина
- 1995/96. Војводина

### Цев куп(мушкарци) (2. ранг)
Полуфиналисти:
- 1982/83. Војводина
- 2005/06. Војводина

### Челенџ куп (мушкарци) (3. ранг)
Победници:
- 2014/15. Војводина

Финалисти:
- 1984/85. Партизан
- 1989/90. Партизан

### Лига шампиона (жене) (1. ранг)
Полуфиналисти:
- 1975/76. Црвена звезда

### Цев куп (жене) (2. ранг)
Финалисти:
- 2001/02. Јединство Ужице
- 2009/10. Црвена звезда

Полуфиналисти:
- 2007/08. Црвена звезда
- 2010/11. Црвена звезда
- 2020/21. ТЕНТ Обреновац

### Челенџ куп (жене) (3. ранг)
Полуфиналисти:
- 1985/86. Црвена звезда
- 2021/22. ТЕНТ Обреновац
- 2022/23. Јединство Стара Пазова

## Рвање

### Куп шампиона (мушкарци) (1. ранг)

#### Победници:
- 2009. Партизан

### ЦЕЛА куп (мушкарци) (2. ранг)

#### Победници:
- 2010. Партизан

## Рукомет

### Лига шампиона(мушкарци) (1. ранг)
Победници:
- 1975/76. Борац Бања Лука
- 1984/85. Металопластика
- 1985/86. Металопластика

Финалисти:
- 1974/75. Борац Бања Лука
- 1983/84. Металопластика
- 1990/91. Пролетер Зрењанин

Полуфиналисти:
- 1969/70. Црвенка
- 1982/83. Металопластика
- 1986/87. Металопластика
- 1987/88. Металопластика

### Куп победника купова (мушкарци) (2. ранг)
Финалисти:
- 1977/78. Железничар Ниш
- 1983/84. Слога Добој

Полуфиналисти:
- 1979/80. Борац Бања Лука
- 1980/81. Металопластика
- 1982/83. Железничар Ниш
- 1995/96. Црвена звезда
- 1998/99. Партизан
- 2001/02. Партизан

### Лига Европе(мушкарци) (2. ранг; до 2012. 3. ранг)
Победници:
- 1990/91. Борац Бања Лука

Финалисти:
- 1989/90. Пролетер Зрењанин

Полуфиналисти:
- 1985/86. Пролетер Зрењанин
- 1991/92. Пролетер Зрењанин

### Европски куп (мушкарци) (3. ранг, до 2012. 4. ранг)
Победници:
- 2000/01. Југовић Каћ
- 2022/23. Војводина

Финалисти:
- 2013/14. Металопластика

Полуфиналисти:
- 1999/00. Синтелон
- 2010/11. Партизан

### Лига шампиона(жене) (1. ранг)
Победници:
- 1975/76. Раднички Београд
- 1979/80. Раднички Београд
- 1983/84. Раднички Београд

Финалисти:
- 1961/62. ОРК Београд
- 1980/81. Раднички Београд
- 1981/82. Раднички Београд
- 1982/83. Раднички Београд
- 1984/85. Раднички Београд

Полуфиналисти:
- 1973/74. Раднички Београд
- 1976/77. Раднички Београд
- 1987/88. Раднички Београд

### Куп победника купова (жене) (2. ранг)
Победници:
- 1985/86. Раднички Београд
- 1990/91. Раднички Београд
- 1991/92. Раднички Београд

Финалисти:
- 1980/81. Бане Секулић Сомбор

Полуфиналисти:
- 1996/97. Бане Секулић Сомбор

### Европски куп (жене) (3. ранг; до 2016. 4. ранг)
Победници:
- 1998/99. Напредак Крушевац
- 2006/07. Наиса

Полуфиналисти:
- 2019/20. Наиса[1][2] (преостали мечеви (полуфинала и финале) отказани су због пандемије ковида 19)[3]
- 2021/22. Бекамент Буковичка Бања

## Стони тенис

### Лига шампиона (мушкарци) (1. ранг)
Финалисти:
- 1998/99. Униреа Уздин

Полуфиналисти:
- 1961/62. Партизан
- 1979/80. Спартак Суботица
- 1989/90. Партизан
- 1990/91. Партизан
- 1991/92. Партизан

### Куп Европе (мушкарци) (2. ранг)
Победници:
- 1976/77. Спартак Суботица
- 1980/81. Спартак Суботица

Финалисти:
- 1977/78. Спартак Суботица

Полуфиналисти:
- 1971/72. Партизан
- 1978/79. Војводина Нови Сад
- 1979/80. Војводина Нови Сад

### Трофеј Европе (мушкарци) (3. ранг)
Полуфиналисти:
- 2023/24. Беочин
- 2024/25. Железничар Ниш

### Лига шампиона (жене) (1. ранг)
Полуфиналисти:
- 1975/76. Чока
- 1977/78. Чока
- 1978/79. Чока

### Куп Европе (жене) (2. ранг)
Финалисти:
- 1987/88. Перућица Фоча

Полуфиналисти:
- 1972/73. Војводина Нови Сад
- 1980/81. Војводина Нови Сад
- 1982/83. Војводина Нови Сад
- 2020/21. Нови Сад
- 2021/22. Нови Сад

### Трофеј Европе (жене) (3. ранг)
Финалисти:
- 2024/25. Јосип Колумбо Ниш

## Теквондо

### Европско клупско првенство (жене) (1. ранг)

#### Победници:
- 2018. Галеб

#### Друго место:
- 2013. Галеб

#### Треће место:
- 2022. Спарта Ветерник

## Традиционални карате

### Куп шампиона (мушкарци) (1. ранг)

#### Победници:
- 1997. Црвена звезда (кате)
- 1998. Црвена звезда (борбе)

#### Финалисти:
- 1997. Црвена звезда (борбе)

## Фудбал

### Лига шампиона(мушкарци) (1. ранг)
Победници:
- 1990/91. Црвена звезда

Финалисти:
- 1965/66. Партизан

Полуфиналисти:
- 1956/57. Црвена звезда
- 1970/71. Црвена звезда
- 1991/92. Црвена звезда

### Куп победника купова(мушкарци) (2. ранг)
Полуфиналисти:
- 1962/63. ОФК Београд
- 1974/75. Црвена звезда

### Лига Европе(мушкарци) (2. ранг; до 1999. 3. ранг)
Финалисти:
- 1978/79. Црвена звезда

Полуфиналисти:
- 1981/82. Раднички Ниш

### Суперкуп(мушкарци)
Финалисти:
- 1991. Црвена звезда

### Куп сајамских градова(мушкарци) (3. ранг; до 1960. 2. ранг)
Полуфиналисти:
- 1958/60. Београд XI
- 1961/62. Црвена звезда

## Футсал

### Куп победника купова (мушкарци) (2. ранг)

#### Полуфиналисти:
- 2004. Марбо Београд
- 2012. Марбо Београд

## Хокеј на трави

### Еурохокеј трофеј 1 (мушкарци) (2. ранг)

#### Финалисти:
- 1984. Суботичанка

#### Полуфиналисти:
- 1983. Суботичанка
- 1991. Зорка Суботица
- 1992. Зорка Суботица

### Еурохокеј челенџ 1 (мушкарци) (4. ранг; до 2020. 3. ранг)

#### Финалисти:
- 1996. Зорка Суботица

#### Полуфиналисти:
- 1998. Зорка Суботица
- 2000. Зорка Суботица

### Еурохокеј челенџ 2 (мушкарци) (5. ранг; до 2020. 4. ранг)

#### Победници:
- 2005. Трикотекс Суботица

### Еурохокеј челенџ 1 (жене) (4. ранг; до 2023. 3. ранг)

#### Полуфиналисти:
- 2004. Свети Ђорђе
- 2006. Свети Ђорђе
- 2008. БАСК Београд

## Хокеј у дворани

### Еурохокеј индур челенџ 1 (мушкарци) (3. ранг)

#### Финалисти:
- 2002. Зорка Суботица

#### Полуфиналисти:
- 2001. Зорка Суботица

### Еурохокеј индур челенџ 2 (мушкарци) (4. ранг)

#### Победници:
- 2007. Електровојводина Нови Сад

#### Финалисти:
- 2009. Електровојводина Нови Сад
- 2011. Електровојводина Нови Сад

#### Полуфиналисти:
- 2013. Спартак Електровојводина Суботица
- 2014. Спартак Електровојводина Суботица
- 2015. Спартак Електровојводина Суботица
- 2016. Електровојводина Нови Сад

### Еурохокеј индур челенџ 1 (жене) (3. ранг)

#### Полуфиналисти:
- 2005. БАСК Београд
- 2008. БАСК Београд

### Еурохокеј индур челенџ 2 (жене) (4. ранг)

#### Полуфиналисти:
- 2019. БАСК Београд
- 2020. Спартак Електровојводина Суботица

## Џудо

### Лига шампиона (мешовито) (1. ранг)

#### Финалисти:
- 2024. Црвена звезда

### Лига шампиона (мушкарци) (1. ранг)

#### Победници:
- 2023. ОЏК Београд

#### Финалисти:
- 1980. Славија Нови Сад
- 2021. Црвена звезда
- 2022. Црвена звезда

#### Треће место / полуфиналисти:
- 2018. Црвена звезда
- 2019. Црвена звезда
- 2023. Црвена звезда

### Европска лига (мушкарци) (2. ранг)

#### Финалисти:
- 2016. Црвена звезда

#### Треће место / полуфиналисти:
- 2014. Црвена звезда

### Лига шампиона (жене) (1. ранг)

#### Треће место / полуфиналисти:
- 2021. Славија Нови Сад

### Европска лига (жене) (2. ранг)

#### Финалисти:
- 2016. Славија Нови Сад
- 2019. Славија Нови Сад

## Шах

### Европски клупски куп (мушкарци) (1. ранг)
Победници:
- 1956. Партизан

#### Друго место:
- 1999. Агроуниверзал Земун

### Европски клупски куп (жене) (1. ранг)
Победници:
- 1996. Агроуниверзал Земун
- 1997. Гоша Смедеревска Паланка
- 2000. Агроуниверзал Земун
- 2001. Агроуниверзал Земун
- 2002. БАС Београд

##### Треће место:
- 1998. БАС Београд
- 2001. БАС Београд
- 2023. Црвена звезда